# Samsung Galaxy Z Fold 2
Samsung Galaxy Z Fold 2 (стилизованный под Samsung Galaxy Z Fold2, на некоторых территориях продается как Samsung Galaxy Fold 2) - складной Android - смартфон, разработанный Samsung Electronics для серии Samsung Galaxy Z, сменивший Samsung Galaxy Fold. Он был анонсирован 5 августа 2020 года вместе с Samsung Galaxy Note 20, Samsung Galaxy Tab S7, Galaxy Buds Live и Galaxy Watch 3. Позже, 1 сентября, Samsung раскрыла информацию о цене и доступности..

## Технические характеристики

### Дизайн
В отличие от оригинального Fold, который имел полностью пластиковый экран, экран защищен "ультратонким стеклом" с пластиковым слоем, как у Z Flip, произведенным Samsung с использованием материалов от Schott AG; обычное Gorilla Glass используется для задних панелей с алюминиевой рамкой. Механизм шарнира также позаимствован у Z Flip, в нем используются нейлоновые волокна, предназначенные для защиты от пыли; он самоподдерживающийся в диапазоне от 75 до 115 градусов. Кнопка питания встроена в рамку и служит в качестве датчика отпечатков пальцев, а регулятор громкости расположен над ней. Устройство выпускается в двух цветах, Mystic Bronze и Mystic Black, а также модель Limited Edition Thom Browne. В некоторых регионах пользователи могут выбрать цвет шарнира при заказе телефона на сайте Samsung.

### Аппаратное обеспечение
Galaxy Z Fold 2 имеет два экрана: его передняя крышка использует 6,23-дюймовый дисплей в центре с минимальными рамками, значительно больше, чем 4,6-дюймовый дисплей его предшественника, и устройство может складываться, обнажая 7,6-дюймовый дисплей, с круглым вырезом в верхней центральной части справа, заменяющим вырез, наряду с более тонкой рамкой. Оба дисплея поддерживают HDR10+; внутренний дисплей имеет адаптивную частоту обновления 120 Гц, как у серии S20 и Note 20 Ultra.
Устройство оснащено 12 ГБ LPDDR5 оперативной памяти, а также 256 или 512 ГБ нерасширяемой UFS. 3.1. Доступность накопителя зависит от страны, версия на 512 ГБ является самой дефицитной. Z Fold 2 работает на базе Qualcomm Snapdragon 865+, который используется во всех регионах (в отличие от других флагманских телефонов Samsung, которые были разделены между Snapdragon и собственными чипами Exynos в зависимости от рынка). В нем используются две батареи, разделенные между двумя половинками, общей емкостью 4500 mAh; поддерживается быстрая зарядка через USB-C мощностью до 25 Вт или беспроводная через Qi мощностью до 11 Вт. Z Fold 2 содержит 5 камер, включая три объектива для камеры на задней панели (12-мегапиксельный, 12-мегапиксельный телеобъектив и 12-мегапиксельный ультраширокоугольный), а также 10-мегапиксельную фронтальную камеру на крышке и вторую 10-мегапиксельную фронтальную камеру на внутреннем экране.

### Программное обеспечение
Galaxy Z Fold 2 поставляется с Android 10 и программным обеспечением Samsung One UI; с помощью улучшенного многооконного режима на экране можно одновременно разместить до трех поддерживаемых приложений. Приложения, открытые на маленьком экране, могут разворачиваться в более крупные, ориентированные на планшеты, когда пользователь разворачивает устройство. Кроме того, поддерживаемые приложения теперь автоматически получают вид разделенного экрана с боковой панелью и панелью основного приложения. Новинкой Z Fold 2 является функция разделения экрана, называемая "Flex Mode", которая совместима с некоторыми приложениями, такими как YouTube и Google Duo, наряду с родными приложениями Samsung.

### Роскошная модель
В ноябре 2020 года компания Samsung представила Samsung W21 5G, роскошную версию Z Fold2, доступную исключительно для китайского рынка. Телефон идентичен своим собратьям по дизайну и техническим характеристикам, за исключением чуть более высокого корпуса и двух слотов для SIM-карт. Телефон имеет эксклюзивный цвет "Glitter Gold", который состоит из семислойной наноуровневой оптической пленки, прикрепленной к стеклянной задней панели, которая имеет вертикальные гребни для придания дополнительной текстуры..

## Галерея

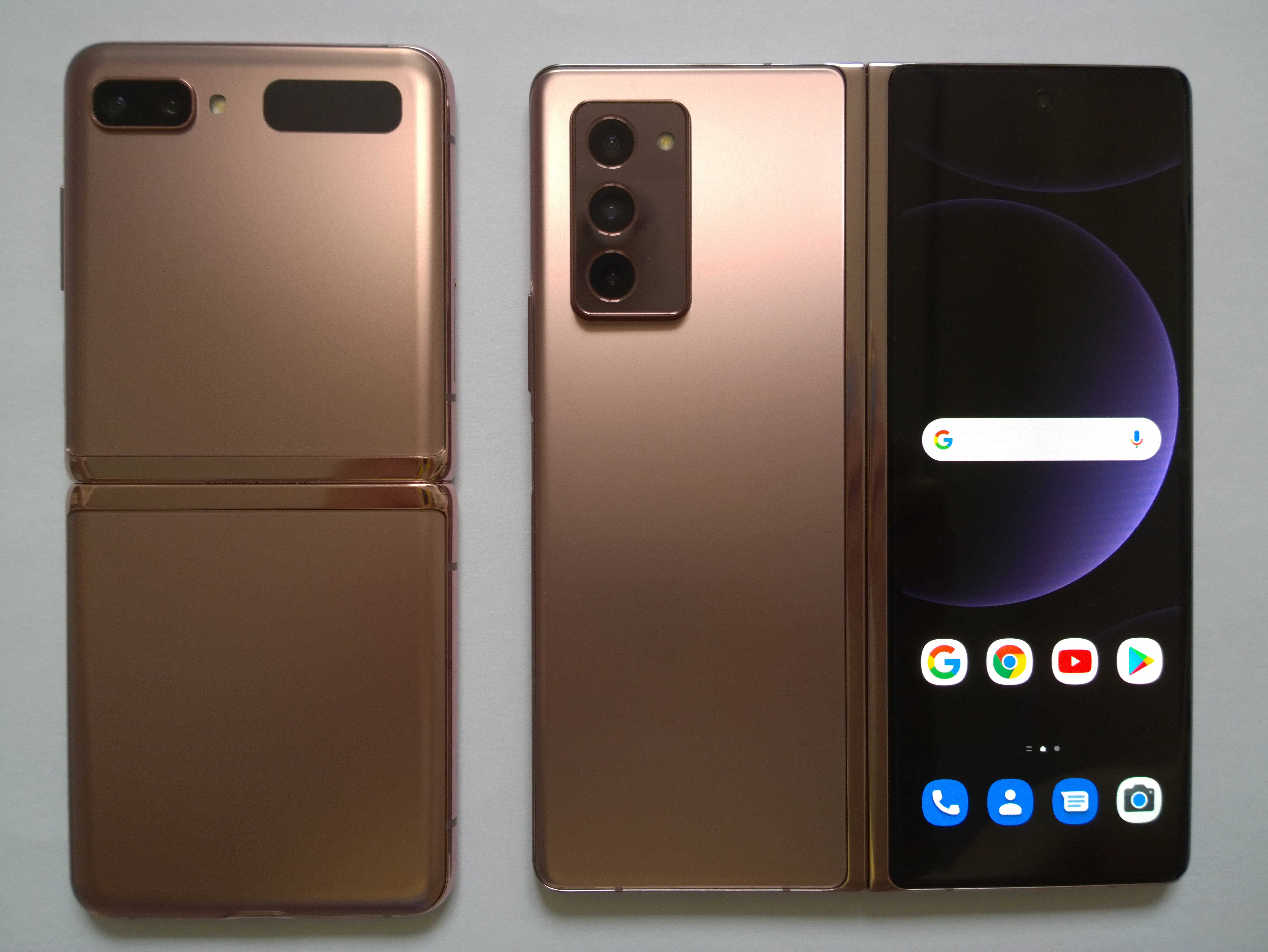
Развернутые Galaxy Z Fold 2 и Z Flip
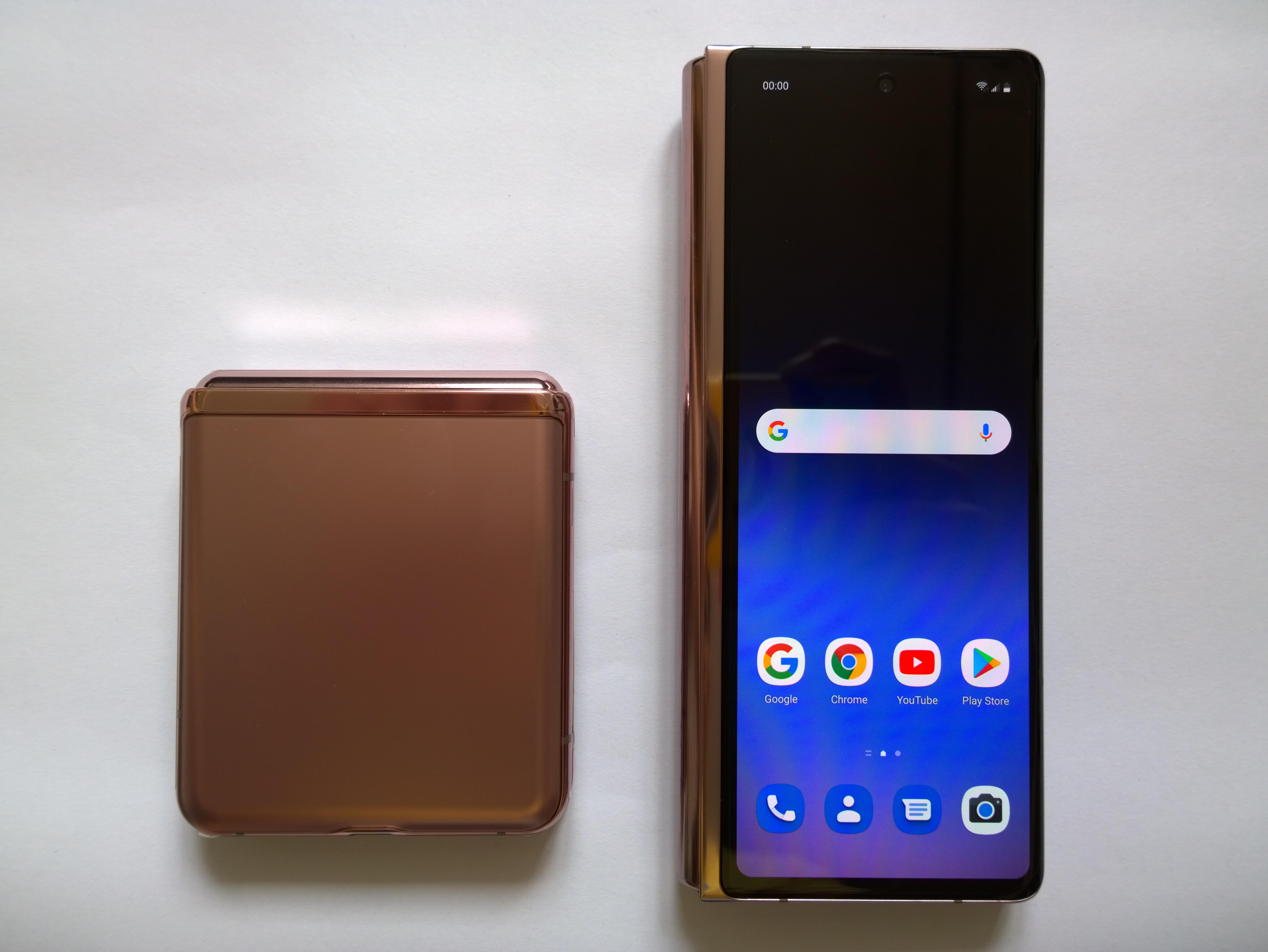
Galaxy Z Fold 2 и Z Flip в сложенном состоянии
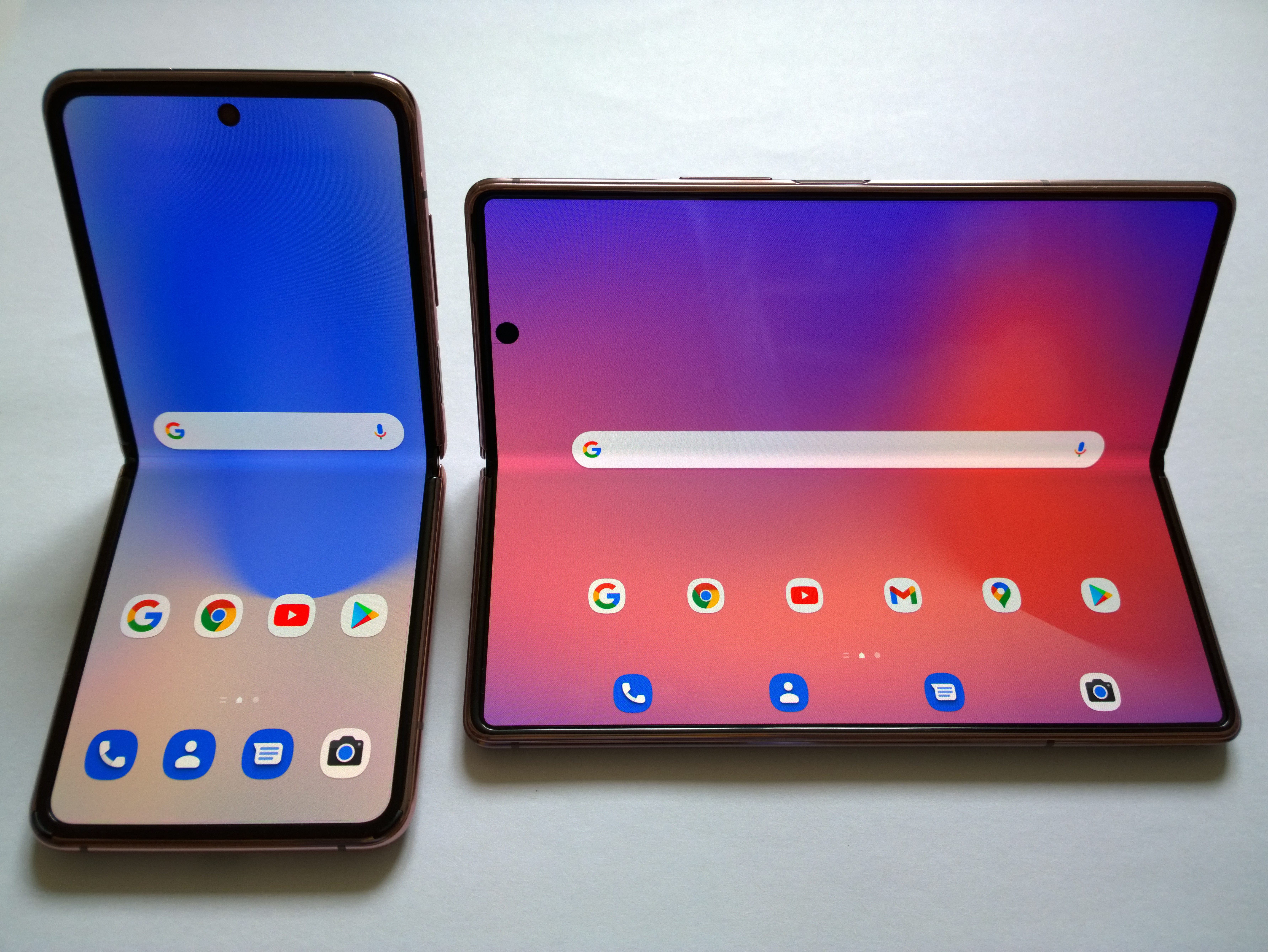
Galaxy Z Fold 2 и Z Flip в открытом состоянии

## Внешние ссылки
- samsung.com/ru/galaxy-hall-of-fame/galaxy-z-fold2/ — официальный сайт Samsung Galaxy Z Fold 2